# Chpola
Chpola (en ukrainien et en russe : Шпола ; en yiddish : שפּאָלע) est une ville de l'oblast de Tcherkassy, en Ukraine. Sa population s'élevait à 16,323 habitants en 2022.

## Géographie
Chpola est située à 70 km au sud-ouest de Tcherkassy et à 174 km au sud-est de Kiev.

## Histoire
Au XIXe siècle, Chpola fait partie de l'ouïezd de Zvenigorod, dans le gouvernement de Kiev. Elle compte une importante communauté juive : 1 156 personnes en 1847 et 5 388 en 1897, soit 45 pour cent de la population. Cette proportion se maintient jusqu'à la Seconde Guerre mondiale. 
Au cours de l'occupation de l'Ukraine par l'Allemagne nazie, la population juive de Chpola est massacrée en 1942. 
Aujourd'hui, les Juifs ne représentent plus qu'environ 0,5 pour cent de la population de Chpola. Chpola est un centre administratif de raïon depuis 1923 et a le statut de ville depuis 1938.

## Population
Recensements (*) ou estimations de la population :
| 1897*  | 1923*  | 1926*  | 1939*  | 1959*  | 1970*  |
| ------ | ------ | ------ | ------ | ------ | ------ |
| 11 933 | 12 232 | 15 042 | 14 758 | 16 130 | 19 806 |

| 1979*  | 1989*  | 2001*  | 2012   | 2013   | 2014   |
| ------ | ------ | ------ | ------ | ------ | ------ |
| 21 939 | 22 378 | 19 427 | 17 994 | 17 806 | 17 549 |

## Transports
Chpola se trouve à 84 km de Tcherkassy par le chemin de fer et à 75 km par la route.